# Comuna de Gorzyce
Gorzyce (polaco: Gmina Gorzyce) é uma gminy (comuna) na Polónia, na voivodia de Santa Cruz e no condado de Wodzisławski. A sede do condado é a cidade de Gorzyce.
De acordo com os censos de 2004, a comuna tem 19 523 habitantes, com uma densidade 302,8 hab/km².

## Área
Estende-se por uma área de 64,47 km², incluindo:
- área agricola: 65%
- área florestal: 13%

## Demografia
Dados de 30 de Junho 2004:
|                      | Total   | Total | Mulheres | Mulheres | Homens  | Homens |
| -------------------- | ------- | ----- | -------- | -------- | ------- | ------ |
|                      | pessoas | %     | pessoas  | %        | pessoas | %      |
| População            | 19 523  | 100   | 9946     | 50,9     | 9577    | 49,1   |
| Densidade (pop./km²) | 302,8   | 100   | 154,3    | 154,3    | 148,5   | 148,5  |

De acordo com dados de 2002, o rendimento médio per capita ascendia a 1232,52 zł.

## Comunas vizinhas
- Godów, Krzyżanowice, Lubomia, Wodzisław Śląski.